# 第2次ラホイ内閣
第2次ラホイ内閣（だい２じラホイないかく）は、2016年11月4日から2018年6月1日まで続いたスペインの内閣。2016年6月26日に実施された総選挙でラホイが率いる国民党は過半数を得られなかったが、一部の野党が首相信任投票に棄権したことで成立した。   
2018年6月1日にラホイ首相に対する不信任案が可決され、スペイン社会労働党のペドロ・サンチェスが新首相に選出された。1977年のスペイン民主化以来、不信任決議可決による首相辞任は初となる。 

## 閣僚
| 役職                           | 氏名 | 氏名                                           | 在任期間                      | 所属政党 | 所属政党 |
| ------------------------------ | ---- | ---------------------------------------------- | ----------------------------- | -------- | -------- |
| 首相                           |      | マリアーノ・ラホイ・ブレイ                     | 2016年10月31日 – 2018年6月1日 |          | PP       |
| 副首相                         |      | ソラヤ・サエンス・デ・サンタマリーア           | 2016年11月4日 – 2018年6月7日  |          | PP       |
| 首相府・地域行政大臣           |      | ソラヤ・サエンス・デ・サンタマリーア           | 2016年11月4日 – 2018年6月7日  |          | PP       |
| 外務・協力大臣                 |      | アルフォンソ・ダスティス                       | 2016年11月4日 – 2018年6月7日  |          | 無所属   |
| 法務大臣                       |      | ラファエル・カタラ                             | 2016年11月4日 – 2018年6月7日  |          | PP       |
| 国防大臣                       |      | マリア・ドローレス・デ・コスペダル・ガルシーア | 2016年11月4日 – 2018年6月7日  |          | PP       |
| 財務大臣                       |      | クリストバル・モントロ                         | 2016年11月4日 – 2018年6月7日  |          | PP       |
| 内務大臣                       |      | フアン・イグナシオ・ソイド                     | 2016年11月4日 – 2018年6月7日  |          | PP       |
| 勧業大臣                       |      | イニゴ・デ・ラ・セルナ                         | 2016年11月4日 – 2018年6月7日  |          | PP       |
| 教育・文化・スポーツ大臣       |      | イニィゴ・メンデス・デ・ビゴ                   | 2016年11月4日 – 2018年6月7日  |          | PP       |
| 政府スポークスマン             |      | イニィゴ・メンデス・デ・ビゴ                   | 2016年11月4日 – 2018年6月7日  |          | PP       |
| 雇用・社会保障大臣             |      | ファティマ・バニェス                           | 2016年11月4日 – 2018年6月7日  |          | PP       |
| エネルギー・観光・デジタル大臣 |      | アルバロ・ナダル                               | 2016年11月4日 – 2018年6月7日  |          | PP       |
| 農業・漁業・食料・環境大臣     |      | イサベル・ガルシア・テヘリナ                   | 2016年11月4日 – 2018年6月7日  |          | PP       |
| 経済・産業・競争力大臣         |      | ルイス・デ・ギンドス                           | 2016年11月4日 – 2018年3月7日  |          | 無所属   |
| 経済・産業・競争力大臣         |      | ロマン エスコラーノ                            | 2018年3月8日 - 2018年6月7日   |          | 無所属   |
| 厚生・社会サービス・平等大臣   |      | ドロレス・モンセラ                             | 2018年6月7日 – 2018年9月12日  |          | PP       |